# アドルフ・ドイチュ
アドルフ・ドイチュ（Adolph Deutsch、1897年10月20日 - 1980年1月1日）は、作曲家、指揮者、編曲家。

## 略歴
イギリスのロンドン出身。作曲家としてのキャリアを1920年代から1930年代のブロードウェイで積み、1930年代終わりごろからハリウッドで映画音楽の作曲にあたるようになる。西部劇やミュージカル映画やフィルム・ノワールに作曲している。
作品には『マルタの鷹』（1941年）、『デミトリオスの棺』（1944年）、『永遠には生きられない』（1946年）、『お熱いのがお好き』（1959年）、『アパートの鍵貸します』（1960年）などがある。1955年の『オクラホマ!』でアカデミー作曲賞を受賞した。また『アニーよ銃をとれ』（1950年）、『掠奪された七人の花嫁』（1954年）では、指揮を担当している。1961年に引退。